# Svět zítřka
Svět zítřka, v originále Sky Captain and the World of Tomorrow, je americký retro sci-fi film z roku 2004. Děj je umístěn do alternativní reality, časový rámec odpovídá 30. létům 20. století. Jde o jeden z prvních filmů s plně digitálním pozadím, všechny scény tedy byly natáčeny bez kulis, pozadí bylo následně vymodelováno počítači. Film měl premiéru 14. září 2004 v USA, v Česku pak 28. října 2004. Přes poměrně příznivé kritiky film u diváků propadl. Vydělal pouze 58 miliónů dolarů, což je méně, než činil odhadovaný rozpočet (70 miliónů dolarů).

## Děj
New York, alternativní realita, rok 1939. Vzducholoď Hindenburg III přistává u Empire State Building. Mezi cestujícími je vyděšený vědec, dr. Vargas. Zařídí odeslání dvou záhadných zkumavek svému kolegovi dr. Jenningsovi, pak mizí.
Polly Perkinsová (Gwyneth Paltrow) je reportérka pracující pro New York Chronicle. Obdrží tajemnou zprávu, která jí zavede do Radio City Music Hall. Tam se během promítání filmu Čaroděj ze země Oz setká s doktorem Jenningsem. Ten tvrdí, že pro něj přichází dr. Totenkopf. Než stačí sdělit cokoli dalšího, rozezní se sirény oznamující poplach. Město je napadeno armádou obřích robotů. Policie, která je proti robotům bezmocná, zavolá na pomoc "Krále oblaků" (Jude Law) Joe Sullivana a jeho letku. Polly fotografuje dění z ulice, zatímco Joe zničí jednoho z robotů a ostatní odletí.
Zbytky zničeného robota jsou převezeny na leteckou základnu "Krále oblak", kde je zkoumá mechanik Dex Dearborn (Giovanni Ribisi). Polly tam zamíří také, doufajíc, že zjistí něco víc. S Joem jsou bývalí milenci, rozešli se před třemi lety během pobytu v Číně. Vzhledem k tomu, že Polly má důležité informace (zmizelí vědci), Joe ji dovolí se na vyšetřování podílet. Mezitím docházejí zprávy o dalších útocích po celém světě. Polly s Joem zamíří do laboratoře dr. Jenningse, kterou najdou v troskách a dr. Jenningse na pokraji smrti. Tajemná vražedkyně (Bai Ling) uprchne. Dr. Jennings předá Polly dvě zkumavky, které jsou podle něj pro úspěšné naplnění plánu dr. Totenkopfa nezbytné. Polly zkumavky i s nimi související informaci před Joem zatají. Vrací se na základnu, která se ale brání útoku. Dexovi se podaří vystopovat místo původu robotů, je ale zajat. Nechá za sebou ale mapu s vyznačenou polohou základny dr. Totenkopfa.
Joe a Polly tedy cestují do Himálaje, kde objeví opuštěný důl. Jejich místní průvodci se demaskují jako agenti dr. Totenkopfa, donutí Polly vydat zkumavky a nechají je v místnosti plné výbušnin, k nimž zapálí doutnák. Joe a Polly sice uniknou smrti, ale po explozi jsou v bezvědomí. Probudí se v mytickém Šangri-La. Mniši vysvětlují, že dr. Totenkopf si zotročil místní obyvatele, kteří pro něj museli pracovat v uranových dolech. Skoro všichni dělníci již zemřeli v důsledku nemoci z ozáření, ale poslední přeživší poskytne vodítko, kde dr. Totenkopfa hledat.
Joe a Polly jsou vyzvednuti jednotkami britské Royal Air Force pod vedením "Franky" Cookové, což je další Joeho expřítelkyně. Franky velí létající základně RAF, což je vzdušný ekvivalent letadlové lodi. Vodítko získané v Himálaji ukazuje na opuštěný ostrov v Indickém oceánu. Zatímco Franky řídí vzdušný útok na ostrov, Joe a Polly se snaží o průnik na ostrov pod hladinou moře v obojživelném letounu. Po vynoření objeví podivné tvory, připomínající dinosaury.
Následně objeví podzemní základnu, kde roboti nakládají zvířata a tajemné zkumavky do velké rakety, která má být zjevně jakousi obdobou Noemovy archy. Joe a Polly jsou objeveni a málem zabiti. Následně k nim dorazí Dex s trojicí pohřešovaných vědců. Objasní jim, že dr. Totenkopf uvěřil, že lidstvo spěje k sebezničení, a vzdal se nadějí na jeho záchranu. Staví proto novodobou Noemovu archu, která by osídlila nový svět, položila základy „Světa zítřka”. Tajemné zkumavky, které měla ve svém držení Polly, obsahují genetický materiál muže a ženy, kteří se mají stát novodobým Adamem a Evou. Vědci Joeovi a Polly také oznámí, že pokud raketa odstartuje, zážeh jejího druhého stupně ve výšce 100 km způsobí masivní výboje v atmosféře, které zničí život na Zemi.
V Totenkopfově sídle je jeden z vědců zabit obrannými systémy. Objeví se hologram dr. Totenkopfa (Laurence Olivier) a hovoří. Dex odpojí obranné systémy a skupina objeví Totenkopfovo mumifikované tělo. Zemřel před dvaceti lety, ale stroje, které stvořil, pokračují v jeho práci. Jediná možnost, jak zastavit start rakety, je tedy zevnitř. Polly chce jít s Joem, ten jí ale políbí a omráčí. Chce se obětovat, zatímco ostatní uniknou. Polly se ale brzy probere a vydá se za Joem. Dohoní ho právě včas, aby jej zachránila před záhadnou ženou, ze které se vyklube robot. Joe s Polly proniknou do rakety, která vzápětí odstartuje. Polly stiskne nouzové tlačítko, kterým odpálí únikové moduly se zvířaty. Joe se snaží vypnout pohon rakety, ale opět se musí utkat s ženou-robotem. Zkratuje ji její vlastní elektrickou zbraní (něco jako taser) a následně stejnou zbraní zkratuje řídící jednotku lodi. Joe s Polly pak uniknou v posledním únikovém modulu, zatímco raketa bezpečně exploduje.

## Obsazení
| Jude Law         | Harry Joseph "Joe" Sullivan, aka "Král oblaků" |
| Gwyneth Paltrow  | Polly Perkinsová, investigativní reportérka deníku New York Chronicle                                                                                 |
| Angelina Jolie   | Francesca "Franky" Cooková, velitelká létající základny Royal Air Force                                                                               |
| Giovanni Ribisi  | Dexter "Dex" Dearborn, mechanik |
| Michael Gambon   | editor deníku New York Chronicle |
| Omid Djalili     | Kadži, Sullivanův bývalý spolubojovník |
| Bai Ling         | záhadná žena, agentka dr. Totenkopfa |
| Laurence Olivier | dr. Totenkopf; v době natáčení filmu byl Laurence Olivier již více než deset let po smrti, použity byly digitalizované a upravené zaběry z jeho filmů |